# Давид Фишеров
Давид Фишеров (на немски: David Fischer) е български щангист от австрийски произход, европейски шампион.

## Биография
Давид Фишеров е роден в Австрия на 03 ноември 1998 г., произхожда спортно семейство. Баща му Евалд Фишер е щангист, национален рекордьор на Австрия, дядо му е ръководител на клуб по вдигане на тежести в страната. Сестра му Сара Фишер е национална състезателка на Австрия по вдигане на тежести с успехи на международно ниво.
Давид се занимава със спорт от малък, тренирал е футбол и акробатика, но вдигането на тежести го привлича най-много.
Връзката му с България започва от ранно детство. През 2010 г. пристига с баща си в Добрич, където тренира няколко дни и прекарва лятната си почивка. Споделя, че от малък се е интересувал от спортните постижения на българските щангисти и е сбъднал мечтата си да представя България на международни състезания.
През 2019 г., след конфликт с австрийската федерация по вдигане на тежести, решава да се състезава за България и получава българско гражданство. В знак на уважение променя фамилията си от Фишер на Фишеров.

## Спортна кариера
За Австрия записва множество състезания при кадетите и юношите на континентално ниво, като най-големият му успех е второто място от Замошч, Полша през 2018 г.
При мъжете като част от австрийския отбор има само едно участие на европейското първенство в Батуми, Грузия през 2019 г., където остава извън призовата десетка.
Дебютира за България на европейското първенство по вдигане на тежести в Москва, Русия през 2021 г., където завършва четвърти в двубоя в категория до 102 кг.
На следващата година в Тирана, Албания постига най-големия успех в кариерата си, като печели убедително европейската титла с три златни медала, побеждавайки и в двете движения.
Успехът в Тирана му носи титлата „Спортист №1 на Пловдив за 2022 г.“.
Участва на световното първенство в Богота, Колумбия в края на 2022 г., където записва нула в двубоя, след като не излиза да прави в опити в изтласкването поради проява на стара контузия в коляното.

## Спортни постижения
| Година                                      | Място                                     | КГ                                        | Изхвърляне                                | Изхвърляне                                | Изхвърляне                                | Изхвърляне                                | Изтласкване                               | Изтласкване                               | Изтласкване                               | Изтласкване                               | Общо                                      | Място                                     |
| Година                                      | Място                                     | КГ                                        | 1                                         | 2                                         | 3                                         | Място                                     | 1                                         | 2                                         | 3                                         | Място                                     | Общо                                      | Място                                     |
| Състезател на България                      | Състезател на България                    | Състезател на България                    | Състезател на България                    | Състезател на България                    | Състезател на България                    | Състезател на България                    | Състезател на България                    | Състезател на България                    | Състезател на България                    | Състезател на България                    | Състезател на България                    | Състезател на България                    |
| Световно първенство по вдигане на тежести   | Световно първенство по вдигане на тежести | Световно първенство по вдигане на тежести | Световно първенство по вдигане на тежести | Световно първенство по вдигане на тежести | Световно първенство по вдигане на тежести | Световно първенство по вдигане на тежести | Световно първенство по вдигане на тежести | Световно първенство по вдигане на тежести | Световно първенство по вдигане на тежести | Световно първенство по вдигане на тежести | Световно първенство по вдигане на тежести | Световно първенство по вдигане на тежести |
| ------------------------------------------- | ----------------------------------------- | ----------------------------------------- | ----------------------------------------- | ----------------------------------------- | ----------------------------------------- | ----------------------------------------- | ----------------------------------------- | ----------------------------------------- | ----------------------------------------- | ----------------------------------------- | ----------------------------------------- | ----------------------------------------- |
| 2022                                        | Богота, Колумбия                          | 102 кг                                    | 170                                       | 174                                       | 175                                       | 10                                        | ---                                       | ---                                       | ---                                       | -                                         | ---                                       | -                                         |
| Европейско първенство по вдигане на тежести |                                           |                                           |                                           |                                           |                                           |                                           |                                           |                                           |                                           |                                           |                                           |                                           |
| 2021                                        | Москва, Русия                             | 102 кг                                    | 160                                       | 165                                       | 168                                       | 6                                         | 205                                       | 210                                       | 213                                       | 2                                         | 378                                       | 4                                         |
| 2022                                        | Тирана, Албания                           | 102 кг                                    | 170                                       | 175                                       | 177                                       | 1                                         | 209                                       | 212                                       | 215                                       | 1                                         | 392                                       | 1                                         |

## Допинг наказание
На 10 март 2023 г. е уличен в употреба на допинг. В пробата му е открит анаболният стероид тренболон, съдържащ се в медикамент, прилаган външно. Фишеров го е използвал, за да лекува коляното си, а случаят силно напомня този на положителната проба на световния №1 в тениса Яник Синер.
Санкциониран е от Международната федерация по вдигане на тежести да не участва в състезания за период от 3 години от 31 март 2023 г. до 30 март 2026 г.  
В пресата периодично се появяват съобщения, че наказанието на Фишеров е намалено и, или отменено, но същите за момента не получават официално потвърждение. Щангистът е включен в предварителните заявки на Българската федерация по вдигане на тежести за световното първенство в Бахрейн през 2024 и за европейското първенство в Молдова през 2025 г., но не участва в тези състезания.